# モンテ・タマロ
モンテ・タマロ（Monte Tamaro） は、スイスの行政区ティチーノ州で、マッジョーレ湖を見下ろす、ルガーノプレアルプス山脈の山。

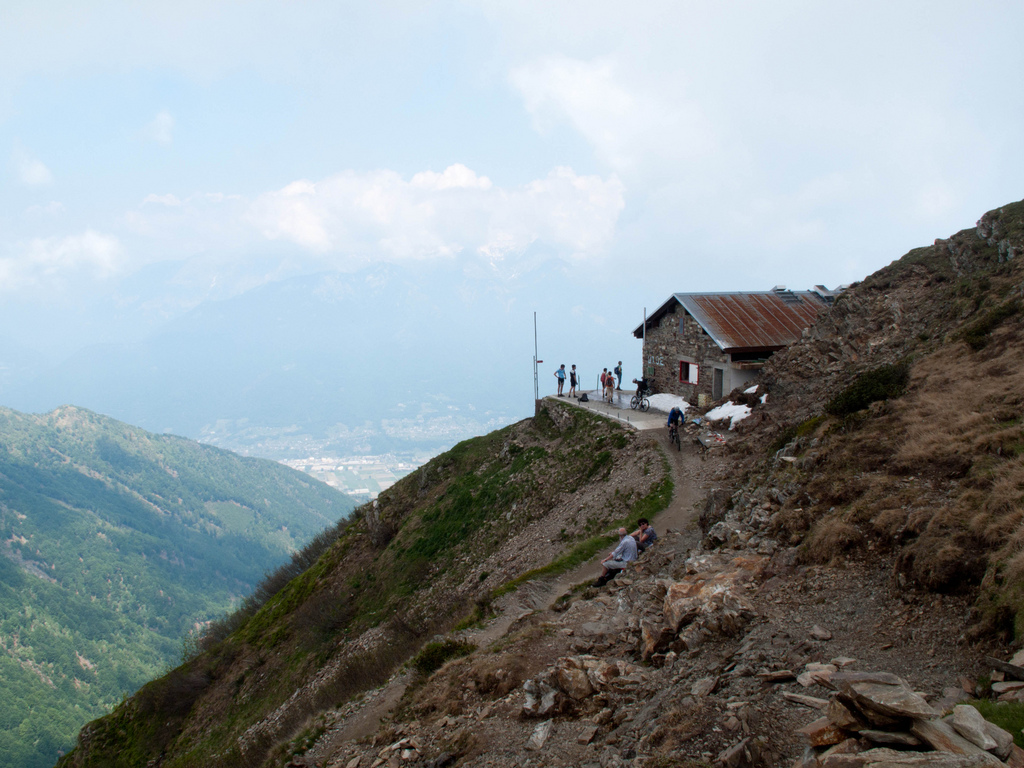
標高1867m地点の山小屋

標高は1,962m。マッジョーレ湖と、モンテ・レマを含むルガーノ湖の間に位置する、ティチーノ州の最高峰で最も顕著な山である。麓の街リヴェラから、ケーブルカーで標高1,530m地点にある、世界的に有名な建築家・マリオ・ボッタが設計したサンタ・マリア・デリ・アンジェリ教会や展望台のあるアルプフォッパまで行くことが出来る。頂上からモンテ・レマまで、5時間弱で縦走できるコースも知られている。